# اودلسک
اودلسک (به لاتین: Odelsk) یک منطقهٔ مسکونی در بلاروس است. اودلسک ۶۶۱ نفر جمعیت دارد و ۱۷۲ متر بالاتر از سطح دریا واقع شده‌است.